# Регіони Фарерських островів

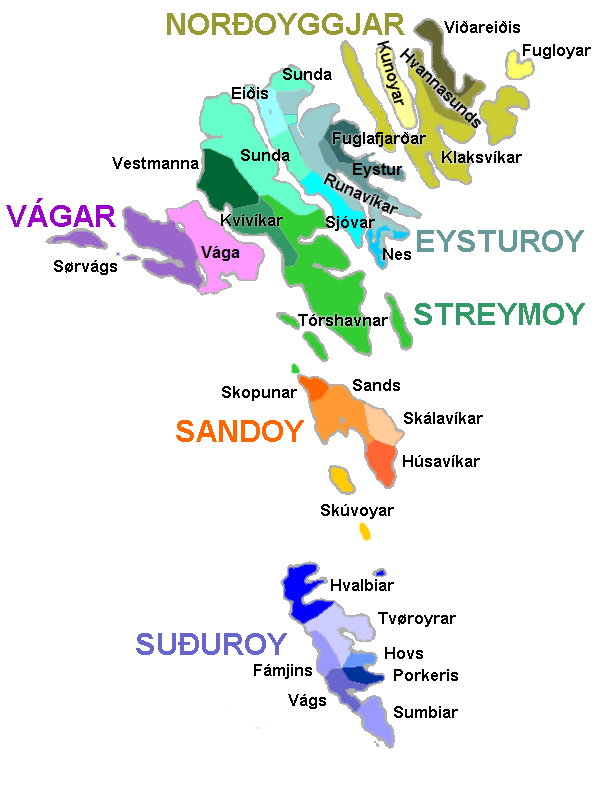
Регіони Фарерських островів

Фарерські острови розділено на шість регіонів (фар. sýsla, sýslur — сисла) і 34 комуни. До 2008 року також існував поділ на сім виборчих округів. Кожен регіон має свого сислюмадюра.
Регіони (сисли) Фарерських островів:
- Естурой[sv] — регіон та виборчий округ.
- Норояр (Norðoyar — «Північні острови») — регіон та виборчий округ. Острови Борой, Фуглой, Кальсой, Куной, Свуйной, Війой.
- Сандой[sv] — регіон та виборчий округ. Острови Сандой, Скувой, Стоура-Дуймун.
- Стреймой[sv] — регіон, поділений на два виборчі округи:
  - Північний Стреймой.
  - Південний Стреймой. Острови Гестур, Кольтур, Ноульсой, південна частина острова Стреймой.
- Сувурой[sv] — регіон та виборчий округ. Острови Сувурой, Луйтла-Дуймун.
- Воар[sv] — регіон та виборчий округ. Острови Мічінес і Воар.

| № з/п | Регіон   | Площа, км² | Населення, осіб (01.01.2013) | Густота населення, осіб/км² | Адміністративний центр | Острови                                       |
| ----- | -------- | ---------- | ---------------------------- | --------------------------- | ---------------------- | --------------------------------------------- |
| 1     | Естурой  | 286,3      | 10 662                       | 37,24                       | Фуглафйордур           | Естурой                                       |
| 2     | Норояр   | 241,0      | 5849                         | 24,27                       | Клаксвік               | Борой, Фуглой, Кальсой, Куной, Свуйной, Війой |
| 3     | Сандой   | 124,8      | 1309                         | 10,49                       | Сандур                 | Сандой, Скувой, Стоура-Дуймун                 |
| 4     | Стреймой | 392,4      | 22 616                       | 57,64                       | Торсгавн               | Гестур, Кольтур, Ноульсой, Стреймой           |
| 5     | Сувурой  | 164,5      | 4702                         | 28,58                       | Воавур                 | Сувурой, Луйтла-Дуймун                        |
| 6     | Воар     | 186,3      | 3059                         | 16,42                       | Мівоавур               | Мічинес і Воар                                |
|       | Всего    | 1395,3     | 48 197                       | 34,54                       |                        |                                               |

Адміністративний поділ Фарерських островів неодноразово змінювався. У 1980-х острови складалися з понад 50 комун. Протягом останніх десятиліть[коли?] їх кількість постійно скорочувалося і продовжить скорочуватися в майбутньому. Метою міністерства внутрішніх справ є створення до 2015 року від семи до дев'яти комун, які частково або повністю збігаються з межами регіонів та виборчих округів. Якщо це станеться, то Фарерські острови відмовляться від регіонального поділу, залишивши лише поділ на комуни.
Крім того, тривалий час йшло обговорення щодо скорочення чи навіть відмови від виборчих округів. Під час виборів 2008 року виборчі округи остаточно скасували.